# الزلزال (مسلسل)
الزلزال مسلسل من تأليف الكاتب بسام جنيد وإخراج محمد شيخ نجيب، تم إنتاجه عام 2010 من قبل الهيئة العامة للإذاعة والتلفزيون.

## القصة
تدور أحداثها في حقبة الثمانينيات في مدينة اللاذقية، المسلسل يتناول انعكاسات الحرب الأهلية اللبنانية ما بين عامي 1975 و1990 على المجتمع السوري، وتمت أعمال التصوير في معظمها بين منطقة الساحل السوري في اللاذقية وطرطوس وبانياس، إضافة إلى بعض المشاهد التي تم تصويرها في مدينة دمشق.

## الممثلون
شارك في العمل عدة ممثلين منهم: الفنانة أمل عرفة والفنان فارس الحلو والفنان سلوم حداد و قيس شيخ نجيب وديمة الجندي وديمة قندلفت وزهير رمضان وأماني الحكيم ونجاح سفكوني وبشار إسماعيل وصباح بركات وجيني اسبر وآخرون. ومن لبنان الفنان مجدي مشموشي حيث جسد رمزياً المقاومة اللبنانية في فترة الثمانينيات.